# Chail (ort i Indien)
Chail är en ort i Indien.   Den ligger i distriktet Kaushambi District och delstaten Uttar Pradesh, i den centrala delen av landet, 600 km sydost om huvudstaden New Delhi. Chail ligger 105 meter över havet och antalet invånare är 8 407.
Terrängen runt Chail är mycket platt. Runt Chail är det mycket tätbefolkat, med 1 177 invånare per kvadratkilometer. Närmaste större samhälle är Sarāi Ākil, 13,3 km väster om Chail. Trakten runt Chail består till största delen av jordbruksmark.